# Girlfriend (canción de Michael Jackson)
«Girlfriend» es una canción de la banda de rock inglesa Wings, de su álbum de 1978 London Town. Fue escrita por el líder de Wings, Paul McCartney, quien originalmente tenía la intención de que fuera cantada por Michael Jackson. Jackson luego versionó la canción al año siguiente en su álbum de 1979 Off the Wall.

## Información de la canción
McCartney pensó en "Girlfriend" como una canción que a Michael Jackson le gustaría grabar, y se lo mencionó a Jackson en una fiesta en Hollywood. Sin embargo, McCartney terminó grabándola él mismo con su banda, los Wings, siendo publicada en 1978 en el álbum London Town.
Posteriormente, Quincy Jones, productor de Jackson, le sugirió a éste incluir la canción en su disco de 1979 Off the Wall. Jones, sin embargo, no sabía que la canción había sido escrita para Jackson originalmente.
Se publicó como sencillo en julio de 1980 en el Reino Unido únicamente, como quinto y último sencillo de Off the Wall.
McCartney y Jackson posteriormente trabajaron juntos en "The Girl Is Mine" del siguiente álbum de Jackson, Thriller y en dos temas de McCartney, "Say Say Say" y "The Man". 
La asociación musical (por no mencionar la personal) entre ambos terminaría en la década de 1980. Primero debido a un desacuerdo por las regalías que Paul recibía por "Girlfriend". Según McCartney, "se distanciaron" después de que él hablara con Jackson sobre obtener un "aumento" y Jackson no actuó en consecuencia. Después en 1985 por discusiones acerca del destino de gran parte del catálogo de The Beatles, que quedó en manos de Jackson cuando éste adquirió el catálogo de ATV Music.